# Tôlanaro
Tôlanaro sau Taolagnaro este un oraș în sud - estul Madagascarului, capitala regiunii Anosy.

## Gallery

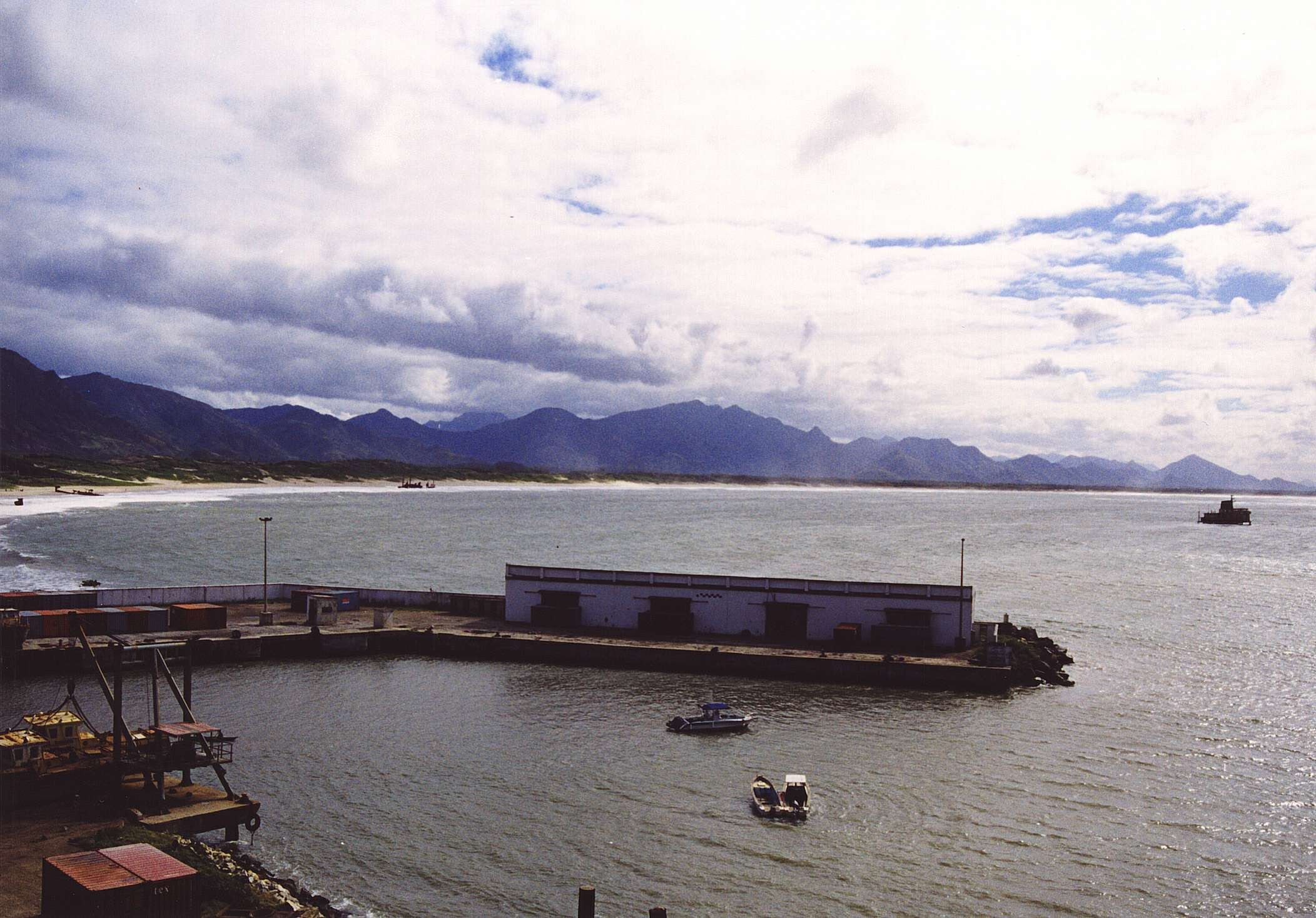
Vechiul port
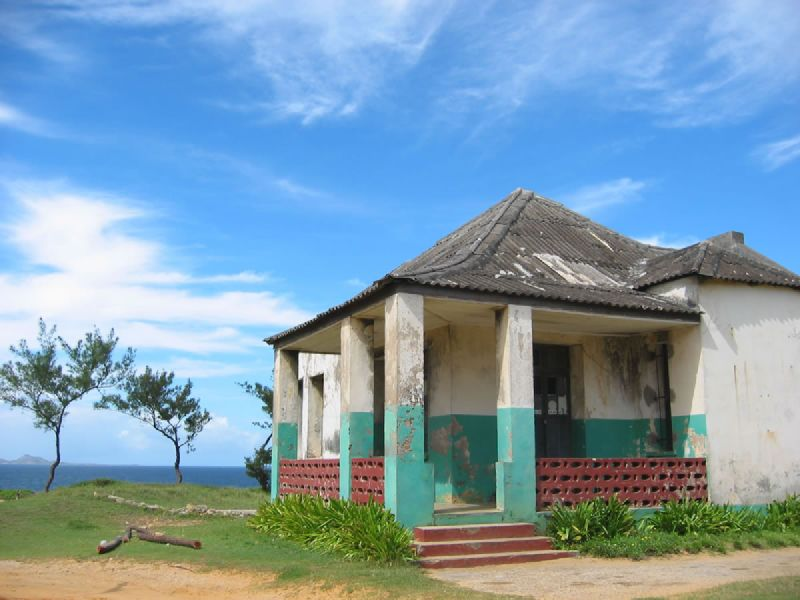
Construcţie colonială veche
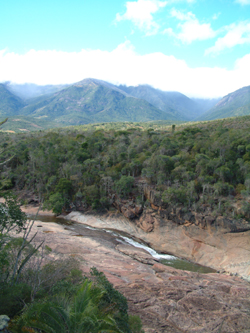
Parcul Naţional Andohahela